# غودي (فلم هندي 1971)
غودي (بالهندية: गुड्डी) (بالإنجليزية: Guddi) هو فيلم درامي هندي عام 1971 من إخراج هريشيكيش موخيرجي وكتابة جولزار. قام ببطولته دارميندرا وجايا باتشان وأوتبال دوت. إنه أول فيلم لباتشان والذي يشكل بداية مسيرتها الفنية، حيث تلعب فيه دور تلميذة في المدرسة معجبة بالممثل دارميندرا الذي يلعب دور نفسه ومهووسة به. حصلت على ترشيح لجائزة فيلم فير لأفضل ممثلة، وهو الترشيح الوحيد للفيلم. ويلعب دوت أيضًا دور البطولة. العديد من ممثلي بوليوود مثل راجيش خانا، نافين نيشول، أسراني، أميتاب باتشان، فينود خانا، أوم براكاش وبران ظهروا كضيف على أنهم أنفسهم.   أصبح الفيلم "فيلمًا ناجحًا في المدينة الكبرى" و"عملًا تجاريًا ناجحًا" في كل مكان آخر.  تم تجديده لاحقًا باللغة التاميلية باسم سينما بايثيام (1975) بطولة جاياتشيترا و جاياسانكار.

## حبكة
كوسوم (المعروفة أيضًا باسم جودي) هي تلميذة شجاعة ومرحة تعيش مع والدها وشقيقها وزوجة أخيها. إن جودي معجبة بنجم السينما دارميندرا، الذي تعتبره سوبرمان لا يمكن أن يرتكب أي خطأ، وغير قادر على التمييز بين صورته على الشاشة والشخص الحقيقي وراء النجم.
لا أحد يعرف مدى إعجابها حتى تزور بومباي، حيث يطلب منها شقيق أخت زوجها نافين الزواج، لكنها تتفاجأ عندما يكشف لها جودي أنها تحب دارميندرا. يناقش نافين الأمر مع عمه، الذي يقرر أن الحل الوحيد هو جعل جودي يدرك الفرق بين الوهم والواقع.
يتواصل العم مع دارميندرا من خلال صديق مشترك. بمساعدته، يظهرون لغودي الفرق بين العالم الحقيقي وعالم السينما الخيالي. بعد أن اكتشف للمرة الأولى العالم القاسي عديم القلب الذي يكمن خلف بريق السينما، أدرك جودي أن لا شيء حقيقي في العالم الحقيقي. بينما ينمو احترامها لدارميندرا، تدرك جودي أنه إنسان مثل أي شخص آخر ويعيش مع مخاوفه وانعدام الأمن لديه مثل أي شخص آخر.
وينتهي الفيلم بموافقة جودي على الزواج من نافين.
- جايا باتشان في دور جودي/كوسوم
- دارميندرا في دور نفسه
- سوميتا سانيال بدور بهابي
- أوتبال دوت في دور البروفيسور س.جوبتا
- ساميت بهانجا في دور نافين
- أيه. كيه. هانغال في دور والد جودي
- أسراني في دور كوندان
- كيشتو موخيرجي في دور قادر بهاي
- فيجاي شارما في دور كيشان
- لاليتا كوماري كمعلمة
- آرتي بدور تارا

وضم الفيلم عددًا من الممثلين وشخصيات الصناعة بما في ذلك (حسب ترتيب الظهور):
- بران
- راجيش خانا
- فينود خانا
- أشوك كومار
- ديليب كومار
- نافين نيشول
- أميتاب باتشان
- مالا سينها
- بيسواجيت
- هريشيكيش موخيرجي (كمخرج)
- أوم براكاش
- فيمي
- شاشيكالا
- شاتروجان سينها
- ديفين فيرما

## الموسيقى التصويرية
| #  | عنوان                                            | المدة |
| -- | ------------------------------------------------ | ----- |
| 1. | "Bole Re Papihara"                               | 3:35  |
| 2. | "Hari Bin Kaise Jeeun"                           | 3:40  |
| 3. | "Humko Man Ki Shakti Dena"                       | 4:30  |
| 4. | Untitled (not included in soundtrack)            |       |
| 5. | "Pyaar Pyaar Pyaar" (not included in soundtrack) |       |

## روابط خارجية
- مقالات تستعمل روابط فنية بلا صلة مع ويكي بيانات